# Calle de Grafal
La calle de Grafal es una vía pública de la ciudad española de Madrid, situada en el barrio de Palacio, distrito Centro.

## Descripción
La vía discurre desde la calle de los Tintoreros hasta la de la Cava Alta. Honra con el título al marqués de Grafal, que vivió allí. Aparece descrita en Las calles de Madrid (1889) de Hilario Peñasco de la Puente y Carlos Cambronero con las siguientes palabras:

Grafal. Entre la calle de Tintoreros y la Cava Alta. Se la ha llamado también del Azotado, y así consta en el plano de Espinosa; en el de Texeira aparece la calle, pero sin nombre. Tradición.—En esta calle vivió el marqués del Grafal, corregidor de Madrid, á cuya iniciativa se debe el haberse terminado de terraplenar el foso de la Cava Alta y el ensanche de la plauela de Puerta Cerrada. Aquí existe una fuente del Viaje bajo Abroñigal.
(Peñasco de la Puente y Cambronero, 1889, p. 247)